# Нефтчи (футбольный клуб, Фергана)
«Нефтчи» (узб. «Neftchi» Fargʻona futbol klubi/«Нефтчи» Фарғона футбол клуби) — узбекистанский футбольный клуб из города Фергана одноимённой области. Он был основан в 1962 году в Фергане (Узбекистан ССР). Был представителем одноименного спортивного клуба «Ферганский нефтеперерабатывающий завод» (ФННПЗ). Домашние матчи «Нефтчи» проводит с 2015 года на 20-тысячном стадионе «Истиклол» в Фергане. Команда является одной из самых поддерживаемых команд в Узбекистане. Владельцем клуба является Ферганский нефтеперерабатывающий завод.
Во времена Советского Союза он перешёл из низших лиг в первую лигу. С 1992 года участвует в Олий Лиге Чемпионата Узбекистана. В 1990-е вместе с клубом «Пахтакор» считался одним из ведущих клубов узбекского футбола. Главный спонсор — Ферганский нефтеперерабатывающий завод.

## Названия
| 1962—1991  | «Нефтяник». |
| 1992—н. в. | «Нефтчи».   |

## История

### История ферганского футбола - 1912—1954 (1962)
Футбол является неотъемлемой частью истории и культурной жизни народа Узбекистана. История узбекского футбола имеет давнюю историю. В начале XX века, ещё в 1912 году, этой игрой была «заражена» вся Ферганская долина, в частности город Коканд. Через некоторое время футбольные команды стали появляться в Самарканде, Ташкенте и Андижане. Первые шаги в Туркестане «Дикие футбольные команды» делали из города Скобелева (ныне Фергана). Позже, в 1912 году, был основан первый профессиональный футбольный клуб в России: «Общество Скобелевских футболистов» (ОСФ) («Ассоциация футболистов Скобелева»). В 1915 году ОСФ стал первым победителем Туркестанского первенства. С 1939 года ведущие команды Узбекистана — «Динамо», «ОДО», «Спартак» (Ташкент) — стали участвовать в чемпионатах бывшего СССР и Первой лиги «Б».
Студенты Ферганского пединститута продолжили историю Скобелевского общества футболистов – в 1954 году они основали команду «Буревестник». В 1960 году получил право участвовать в категории «Б» чемпионата СССР (2-я зона союзных республик), где провёл 2 сезона под знаменами «Спартака».

### Формирование команды «Нефтчи» (первые годы 1962—1991 СССР)
Футбольный клуб «Нефтчи» был основан в Фергане в 1962 году. Был представителем спортивного клуба Ферганского нефтеперерабатывающего завода (ФНПЗ). «Нефтяник» сразу стал одной из сильнейших команд Узбекской ССР. Шесть сезонов — 1966—1970 и 1991 — провел во втором дивизионе советского футбола. Команда шесть раз выигрывала свою зону в третьем дивизионе (категория «В», вторая лига) — в 1981, 1983, 1987, 1988, 1989, 1990 годах. Он был там вторым восемь раз — в 1965, 1972 годах. , 1976, 1980, 1982, 1984, 1985, 1986. Выступал во Второй лиге СССР до 1990 года. В сезоне 1990 года выиграл чемпионат и вышел в Первую лигу СССР. В предыдущие годы ферганцы казались явным фаворитом, побеждая в своей зоне несколько сезонов подряд. Пять раз они играли в последних турах за выход в Первую лигу. Но каждый раз им не везло. В преддверии сезона 1990 года в команде было несколько сильных игроков. Поэтому изменений почти не было. Командой руководил (будущая легенда тренера) Юрий Саркисян, пришедший в клуб в 1987 году.
          Соперниками «Нефтяника» были не только Казахстан, Таджикистан и Узбекистан, но и российские команды «Океан» Находка, «Амур» Благовещенск, «Звезда» Иркутск, «Динамо» Барнаул, «Иртыш» Омск.
      Поэтому зона была очень сложной как по дистанциям, так и по конкуренции.
        7 апреля 1990 года путь к чемпионству и выходу в Первую лигу «Нефтяник» открыл дома с командой «Трактор» из Павлодара. Старт удался, победа - 2:0.
         В следующем матче, спустя три дня, в Фергану приехала команда «Динамо» из Барнаула. На этот раз хозяева выиграли со счетом 4:0. Но потом ферганцы перестали играть с казахстанскими командами, три матча и все закончились глобальным результатом.
      Первое поражение команда потерпела в «День Победы», уступив 1:2 хозяевам в Омске 9 мая.
       Тогда команда выступила хорошо и по итогам первого тура у них был солидный отрыв с 30 очками. Расположены: «Мелиоратор», «Океан», «Новбахор».
       Второй тур не стал исключением, и «Нефтчи» уверенно чувствовал себя на первом месте с хорошим отрывом. Правда, были и ошибки в виде поражений. Помимо «Океана» и «Амура», поражения нанесли «Мелиоратор», «Цезарь» и «Химик».
Нефтчи закончил с 28 победами, 8 ничьими и 6 поражениями. Они забили 84 гола и пропустили всего 26. Специальные авторы забитых мячей: Петр Агеев (28 голов), Рустам Дормонов (13 голов), Сергей Завальнюк (11 голов). В 1991 году «Фергонали» уверенно провел первый после многих лет сезон в Первой лиге и финишировал 7-м.

### Годы независимости Узбекистан (1992—2022 гг.)
После распада СССР «Нефтяник» стал играть в чемпионате Узбекистана. Клуб под названием «Нефтчи» стал знаменосцем футбола первых 10 лет Независимого Узбекистана. Если в первом чемпионате звание победителя пришлось делить с командой «Пахтакор» из Ташкента, то в следующих трех чемпионатах «Нефтчи» под руководством Юрия Саргсяна трижды уверенно финишировал на первом месте.
      1992 г. - 1-й чемпион Независимого Узбекистана в составе ФК «Пахтакор». Один из самых известных и до недавнего времени сильнейших футбольных клубов Узбекистана. В 1993 году «Нефтчи» выиграл чемпионат Узбекистана и стал полуфиналистом Кубка.
    В 1994 году команда Ферганы, добившаяся «золотого дубля», вышла в финал Кубка СНГ и проиграла команде «Спартак» из Москвы.
     В 1995 году он в четвертый раз подряд стал чемпионом Узбекистана. Он проиграл в полуфинале кубка.
      В 1996 году команда города Ферганы выиграла Кубок страны.
     Следует отметить, что «Нефтчи» является 5-кратным чемпионом Узбекистана. Также он 9 раз занимал второе место на чемпионате Узбекистана и один раз завоевал бронзовые медали. В последний раз «Нефтчи» выигрывал чемпионат в 2001 году. Кроме того, команда является 2-кратным обладателем кубка страны.
          Однако в последние годы стабильность покинула ферганцев. В результате команда стала занимать место в нижней части турнирной таблицы. По итогам Суперлиги 2018 года «Нефтчи» занял последнее место в турнирной таблице и вышел в низшую лигу. Впервые в своей новейшей истории (с 1992 года) «Нефтчи» стартовал в 1-м депутатском дивизионе Чемпионата Узбекистана – Про-Лиге. Команда была одной из 3-х футбольных команд («Пахтакор» и «Навбахор»), которые не покидали Суперлигу Узбекистана с момента ее создания, к сожалению, традиция была нарушена. Сегодня команда играет в Суперлиге Узбекистана (2022).
 При этом он является 5-кратным чемпионом Узбекистана, 9-кратным серебряным и бронзовым призером Суперлиги (бывшая Олий Лига), 2-кратным обладателем Кубка Узбекистана и 5-кратным финалистом.
 На международной арене команда была финалистом Кубка чемпионов Содружества 1994 года и бронзовым призером Кубка чемпионов Азии 1995 года.
Команда «Нефтчи» хорошо выступила на азиатских аренах. Команда заняла 29-е место в рейтинге клубов Азии 2001—2010 годов в рейтинге IFFHS. Узбекские команды на 2-м месте.

### Эпоха Юрия Вазгеновича Саркисяна
Одна из живых легенд клуба «Нефтчи», узбек Сэр Алексей Юрий Саргсян работал в команде главным тренером в 1987—2013 годах. Руководил командой «Нефтчи» 26 лет. В 1976 году судьба связала его с ферганцами. Именно в этом клубе раскрылся футбольный талант Саркисяна. Следующие годы он провел в «Нефтянике» и стал автором 96 голов. Там же, в Фергане, он и завершил футбольную карьеру в 1982 году. В 1985 году Юрий окончил высшую тренерскую школу и получил диплом тренера высшей квалификации. Свою карьеру он начал двумя годами позже в «Нефтчи», где родился и вырос. Саркисян, тренер, служивший в Узбекистане, кавалер орденов «Достлик» и «Трудовая слава», является рекордсменом страны как тренер, руководивший одной командой 26 лет. Команда стала одной из сильнейших команд Лиги Независимого Узбекистана во времена Юрия Саркисяна. «Нефтчи» 5 раз становился обладателем Суперлиги Узбекистана и 2 раза Кубка Узбекистана. Он успешно защищал флаг Узбекистана на международных аренах. Юрия Саркисяна за его многолетнюю деятельность эксперты и СМИ называли «узбеком Фергюсоном».

## Статистика выступлений
| Сезон | Лига                                        | Место | Кубок         |
| 1960  | Класс «Б» СССР                              | 14-е  | не участвовал |
| 1961  | Класс «Б» СССР                              | 14-е  | не участвовал |
| 1962  | Класс «Б» СССР                              | 8-е   | не участвовал |
| 1963  | Класс «Б» СССР                              | 15-е  | не участвовал |
| 1964  | Класс «Б» СССР                              | 4-е   | не участвовал |
| 1965  | Класс «Б» СССР                              | 2-е   | не участвовал |
| 1966  | 2-я группа класса «А» СССР                  | 18-е  | не участвовал |
| 1967  | 2-я группа класса «А» СССР                  | 10-е  | не участвовал |
| 1968  | 2-я группа класса «А» СССР                  | 6-е   | не участвовал |
| 1969  | 2-я группа класса «А» СССР                  | 8-е   | не участвовал |
| 1970  | 2-я группа класса «А» СССР                  | 11-е  | не участвовал |
| 1992  | Суперлига Узбекистана (до 2017 Высшая лига) | 1-е   | 1/2 финала    |
| 1993  | Суперлига Узбекистана (до 2017 Высшая лига) | 1-е   | 1/2 финала    |
| 1994  | Суперлига Узбекистана (до 2017 Высшая лига) | 1-е   | Обладатель    |
| 1995  | Суперлига Узбекистана (до 2017 Высшая лига) | 1-е   | 1/2 финала    |
| 1996  | Суперлига Узбекистана (до 2017 Высшая лига) | 2-е   | Обладатель    |
| 1997  | Суперлига Узбекистана (до 2017 Высшая лига) | 2-е   | Финалист      |
| 1998  | Суперлига Узбекистана (до 2017 Высшая лига) | 2-е   | Финалист      |
| 1999  | Суперлига Узбекистана (до 2017 Высшая лига) | 2-е   |               |
| 2000  | Суперлига Узбекистана (до 2017 Высшая лига) | 2-е   | 1/2 финала    |
| 2001  | Суперлига Узбекистана (до 2017 Высшая лига) | 1-е   | Финалист      |
| 2002  | Суперлига Узбекистана (до 2017 Высшая лига) | 2-е   | Финалист      |
| 2003  | Суперлига Узбекистана (до 2017 Высшая лига) | 2-е   | 1/4 финала    |
| 2004  | Суперлига Узбекистана (до 2017 Высшая лига) | 2-е   | 1/2 финала    |
| 2005  | Суперлига Узбекистана (до 2017 Высшая лига) | 5-е   | Финалист      |
| 2006  | Суперлига Узбекистана (до 2017 Высшая лига) | 2-е   | 1/2 финала    |
| 2007  | Суперлига Узбекистана (до 2017 Высшая лига) | 4-е   | 1/2 финала    |
| 2008  | Суперлига Узбекистана (до 2017 Высшая лига) | 3-е   | 1/2 финала    |
| 2009  | Суперлига Узбекистана (до 2017 Высшая лига) | 5-е   | 1/2 финала    |
| 2010  | Суперлига Узбекистана (до 2017 Высшая лига) | 10-е  | 1/2 финала    |
| 2011  | Суперлига Узбекистана (до 2017 Высшая лига) | 4-е   | 1/4 финала    |
| 2012  | Суперлига Узбекистана (до 2017 Высшая лига) | 6-е   | 1/8 финала    |
| 2013  | Суперлига Узбекистана (до 2017 Высшая лига) | 9-е   | 1/4 финала    |
| 2014  | Суперлига Узбекистана (до 2017 Высшая лига) | 8-е   | 1/16 финала   |
| 2015  | Суперлига Узбекистана (до 2017 Высшая лига) | 5-е   | 1/16 финала   |
| 2016  | Суперлига Узбекистана (до 2017 Высшая лига) | 11-е  | 1/8 финала    |
| 2017  | Суперлига Узбекистана (до 2017 Высшая лига) | 15-е  | 1/4 финала    |
| 2018  | Суперлига Узбекистана (до 2017 Высшая лига) | 12-е  | 1/8 финала    |
| 2019  | Про-лига                                    | 5-е   | 1/8 финала    |
| 2020  | Про-лига                                    | 2-е   | 2-й кв.       |
| 2021  | Про-лига                                    | 1-е   | 1/8 финала    |
| 2022  | Суперлига                                   | 9-е   | груп.         |
| 2023  | Суперлига                                   | 5-е   | груп.         |
| 2024  | Суперлига                                   | 5-е   | 1/8 финала    |

## Достижения

### Национальные
Высшая лига чемпионата Узбекистана:
- Чемпион — 5 раз (1992, 1993, 1994, 1995, 2001).
- Серебряный призёр — 9 раз (1996, 1997, 1998, 1999, 2000, 2002, 2003, 2004, 2006).
- Бронзовый призёр (2008).

Кубок Узбекистана:
- Обладатель — 2 раза (1994, 1996).
- Финалист — 5 раз (1997, 1998, 2000/01, 2001/02, 2005).

### Международные
Кубок чемпионов Содружества:
- Финалист (1994).

Азиатский клубный чемпионат:
- Бронзовый призёр (1994/95).

## Текущий состав
| 1  | Флаг Узбекистана | Вр  | Ботирали Эргашев                  | 1995 |  |  |  |  |  |
| 25 | Флаг Узбекистана | Вр  | Эльдорбек Суюнов                  | 1991 |  |  |  |  |  |
| 45 | Флаг Узбекистана | Вр  | Акбар Тураев (вице-капитан)       | 1989 |  |  |  |  |  |
| 61 | Флаг Узбекистана | Вр  | Диёр Туланбаев                    | 2004 |  |  |  |  |  |
|    |                  |     |                                   |      |  |  |  |  |  |
| 4  | Флаг Сербии      | Защ | Боян Цигер                        | 1994 |  |  |  |  |  |
| 6  | Флаг Узбекистана | Защ | Иброхимхалил Юлдошев              | 2001 |  |  |  |  |  |
| 9  | Флаг Узбекистана | Защ | Шохрух Гадоев                     | 1991 |  |  |  |  |  |
| 14 | Флаг Узбекистана | Защ | Джамшид Болтабоев                 | 1996 |  |  |  |  |  |
| 20 | Флаг Узбекистана | Защ | Анварджон Гафуров (капитан)       | 1995 |  |  |  |  |  |
| 21 | Флаг Узбекистана | Защ | Мухсин Убайдуллаев (вице-капитан) | 1994 |  |  |  |  |  |
| 34 | Флаг Узбекистана | Защ | Фаррух Сайфиев                    | 1991 |  |  |  |  |  |
| 33 | Флаг Узбекистана | Защ | Шохрух Якубжонов                  | 2003 |  |  |  |  |  |

| 44 | Флаг Узбекистана | Защ | Мухаммадзиё Адхамжонов | 2004 |  |  |  |  |  |
|    |                  |     |                        |      |  |  |  |  |  |
| 5  | Флаг Узбекистана | ПЗ  | Икром Алибаев          | 1994 |  |  |  |  |  |
| 7  | Флаг Узбекистана | ПЗ  | Аброрбек Исмоилов      | 1998 |  |  |  |  |  |
| 8  | Флаг Черногории  | ПЗ  | Владимир Йовович       | 1994 |  |  |  |  |  |
| 10 | Флаг Узбекистана | ПЗ  | Джамшид Искандеров     | 1993 |  |  |  |  |  |
| 23 | Флаг Сербии      | ПЗ  | Йован Джокич           | 1992 |  |  |  |  |  |
| 24 | Флаг Узбекистана | ПЗ  | Гуломхайдар Гулямов    | 1990 |  |  |  |  |  |
| 30 | Флаг Узбекистана | ПЗ  | Кувондик Рузиев        | 1994 |  |  |  |  |  |
| 77 | Флаг Узбекистана | ПЗ  | Билолхон Тошмирзаев    | 1997 |  |  |  |  |  |
|    |                  |     |                        |      |  |  |  |  |  |
| 17 | Флаг Узбекистана | Нап | Мухаммадали Гиёсов     | 2002 |  |  |  |  |  |
| 22 | Флаг Грузии      | Нап | Тома Табатадзе         | 1991 |  |  |  |  |  |
| 32 | Флаг Сербии      | Нап | Зоран Марушич          | 1993 |  |  |  |  |  |

## Главные тренеры
| Годы                           | Главный тренер        |
| ------------------------------ | --------------------- |
| 1962—1965                      | Александр Морозов     |
| 1966                           | Давид Берлин          |
| 1967—1968                      | Алексей Яблочкин      |
| 1968                           | Борис Аркадьев        |
| 1969—1971                      | Аркадий Алов          |
| 1972                           | Иван Ларин            |
| 1973                           | Сергей Будагов        |
| 1974—1977                      | Серафим Холодков      |
| 1978                           | Баходир Ибрагимов     |
| 1979—1980                      | Иван Ларин            |
| 1981—1983                      | Евгений Валицкий      |
| 1984                           | Марк Тунис            |
| 1985—1986                      | Нерд Айриев           |
| 1987—2013                      | / Юрий Саркисян       |
| 2013—2014                      | Амет Мемет            |
| 2014—2015                      | Мурод Исмоилов        |
| 2015                           | Тахир Кападзе         |
| 2015—2017                      | Андрей Фёдоров        |
| 2017                           | Вадим Абрамов         |
| 2018—2019                      | Сергей Ковшов         |
| 2020                           | Абдусамат Дурманов    |
| 7 декабря 2020 — 3 января 2021 | Сергей Лебедев (и.о.) |
| 2021—2022                      | Ильхам Муминджанов    |
| 2022—н. в.                     | Виталий Левченко      |

## Стадион
Ещё с советских времён и до 2015 года домашней ареной «Нефтчи» являлся центральный стадион «Фергана», вмещавший 14 500 зрителей.
С 2015 года клуб проводит свои домашние матчи на ферганском стадионе «Истиклол», вмещающем 20 000 зрителей.
«Истиклол» является самым крупным стадионом Ферганы и Ферганской области (вилоята) и одним из самых посещаемых в чемпионате Узбекистана. В каждом матче «Нефтчи» он заполняется до отказа.
Также на этом стадионе проводит свои домашние матчи другой ферганский клуб «Истиклол», также выступающий в Про-лиге A Узбекистана.